# Данненберг Петро Андрійович
Петро Андрійович Данненберг (рос. Пётр Андреевич Данненберг; 9 червня 1792 — 6 серпня 1872) — російський генерал, особливо відомий своїм командуванням під час Кримської війни.

## Життя
Народившись у сім'ї кальвіністської церкви 19 червня 1792 року в Олонецькій губернії, він здобув освіту в Софійському лісовому інституті (1807–1810), звідки перейшов до Імператорського лісового інституту в Санкт-Петербурзі, який закінчив у 1811 році, пройшовши курс науковця та геодезиста, отримавши звання 13-го класу. Після закінчення навчання він став секретарем-поліцейським, але того ж року вирішив перейти на військову службу і вступив до Колегії колонновожатих. Він успішно завершив їх науковий курс і 26 січня 1812 року отримав звання прапорщика в квартирмейстерській частині та був відряджений до 24-ї піхотної дивізії.
У двадцяті роки він боровся проти французького вторгнення в Росію, брав участь у боях під Смоленськом 12 червня 1812 року, Бородіно 26 серпня, Тарутіно 6 жовтня та Малоярославець 12 жовтня. За свої дії під Малоярославцем він був нагороджений орденом Святого Володимира 4-го ступеня, з мечами та бантом, і, нарешті, з 3 по 10 листопада, під Красним. За свою хоробрість він був підвищений до звання поручика 4 грудня 1812 року. Коли росіяни просунулися до Німеччини, він бився під Лютценом 20 квітня 1813 року, 16 серпня під Дрезденом, 17 і 18 серпня під Кульмом (за що отримав Кульмський хрест), а потім 4 і 6 жовтня під Лейпцигом. Перебуваючи в резерві в 1814 році, він також бився під Брієнном, Арсі-сюр-Об, Фер-Шампенуаз, у сутичці під Парижем 18 березня і, нарешті, у взятті Парижа 19 березня. Великий князь Костянтин Павлович призначив його до свого особистого штабу, і Данненберг також отримав підвищення до лейтенанта і капітана разом з орденом Святої Анни 2-го ступеня. 1 серпня 1814 року його перевели до Генерального штабу гвардії. Потім його підвищили до полковника (1818) і генерал-майора (1827) з призначенням генерал-квартирмейстером начальником штабу до цесаревича.
Під час Кримської війни Данненберг отримав командування російськими військами на Дунайському фронті, де він програв битву під Олтеніцею. Коли бойові дії перемістилися до Криму, він отримав командування частиною російських військ там, які безуспішно штурмували британські позиції під час Інкерманської битви.

## Нагороди
- Орден Святого Володимира 4-го ст. (1812), 1-го ст. (1862)
- Кульмський хрест (1813)
- Орден Святої Анни 2-го ст. (1814), 1-го ст. (1831)
- Орден Святого Георгія 4-го ст. (1839)